# 加藤钟螺
加藤钟螺（学名：Calliostoma katoi），是原始腹足目钟螺科钟螺属的一种。主要分布于台湾，常栖息在浅海沙底。